# Зеленці
Зеле́нці — село в Україні, у Старокостянтинівській міській громаді Хмельницького району Хмельницької області. Населення становить 363 осіб. До 2020 орган місцевого самоврядування — Губчанська сільська рада.

## Історія
В червні 1792 року відбулася битва під Зеленцями між Військом Речі Посполитої на чолі з Юзефом Понятовським і Російською імператорською армією під командуванням Іраклія Маркова (Моркова). Битва закінчилась польською   перемогою. Король Станіслав-Август Понятовський на честь перемоги заснував найвищу військову нагороду Польщі орден Віртуті Мілітарі. На честь села Зеленці названо вулицю у Варшаві-алея Зеленецька. В селі встановлений памятник із зображенням ордена Віртуті Мілітарі. Відповідно до розпорядження Хмельницької обласної державної адміністрації від 16.03.1999 року №108/99-р "Про проведення Днів польської культури, науки і освіти на Хмельниччині 23-25 червня 1999 року" та розпорядження Старокостянтинівської районної державної адміністрації від 08.06.1999 року №174/99-р "Про проведення Днів польської культури, науки і освіти на Хмельниччині у Старокостянтинівському районні", відбулося відкриття та освячення пам’ятника 24.06.1999 року в с. Зеленці. В костелі Святого Івана Хрестителя м. Старокостянтинова та храмах району відбулися Літургії на честь пам’яті поляків та українців, які загинули захищаючи свободу та незалежність Речі Посполитої під гаслом  "В ім'я Бога за нашу і вашу свободу". (W imię Boga za naszą i waszą wolność.) (За матеріалами краєзнавця Кучерука С.С.).  
7 (20) листопада 1917 року, відповідно до.Третього Універсалу Української Центральної Ради, увійшло до складу Української Народної Республіки.
За радянських часів, 1949 року розпочала діяльність сільськогосподарська артіль ім. Островського села Зеленці Грицівського району Км’янець-Подільської області. В 1950 році до с.Зеленці приєдналась сільськогосподарська артіль ім. Островського села Мальки. Хмельницька рада депутатів трудящих 07.01.63 р. ліквідувала Грицівський район та приєднала до Старокостянтинівського району. В 1965 році приєднано бригадні села: Партинці, Губча сільськогосподарської артілі ім.ВЛКСМ. В 1969 році за сільськогосподарськими артілями закрплено назву "колгосп" ім. Островського с.Зеленці, с.Мальки та "колгосп" ім. ВЛКСМ села Партинці , Губча. З 1976 року колгоспи ім. ВЛКСМ та ім. Островського обєднані в колгосп ім. Островського. В радянські часи та на зорі Незалежності село славилося передовими позиціями в області картоплярства та вирощування цукрового буряка.
12 червня 2020 року, відповідно до розпорядження Кабінету Міністрів України № 727-р «Про визначення адміністративних центрів та затвердження територій територіальних громад Хмельницької області», увійшло до складу Старокостянтинівської міської територіальної громади.19 липня 2020 року, після ліквідації Старокостянтинівського району, село увійшло до Хмельницького району.

## Населення

### Мова
Розподіл населення за рідною мовою за даними перепису 2001 року:
| Мова       | Кількість | Відсоток |
| ---------- | --------- | -------- |
| українська | 355       | 97.80%   |
| російська  | 7         | 1.93%    |
| вірменська | 1         | 0.27%    |
| Усього     | 363       | 100%     |

## Географія
В с. Зеленці бере свій початок річка Білка з п’яти струмочків та впадає в річку Хомора. Усі струмочки за сільським ставком об’єднаються з струмками с. Прохірівка та с. Стецьки і впадають в став с. Губча. Так бере початок річка Білка (Хоморська). В колишньому Старокостянтинівському районі з сіл Круча та Яремичі бере початок річка Білка (Слуцька). Білка (Хоморська) має ліву притоку, відстань 10 км. від гирла. Довжина 13 км., похил 4,8 м/км., площа басейну 64,8 кілометрів квадратних.